# Constantin Balaci

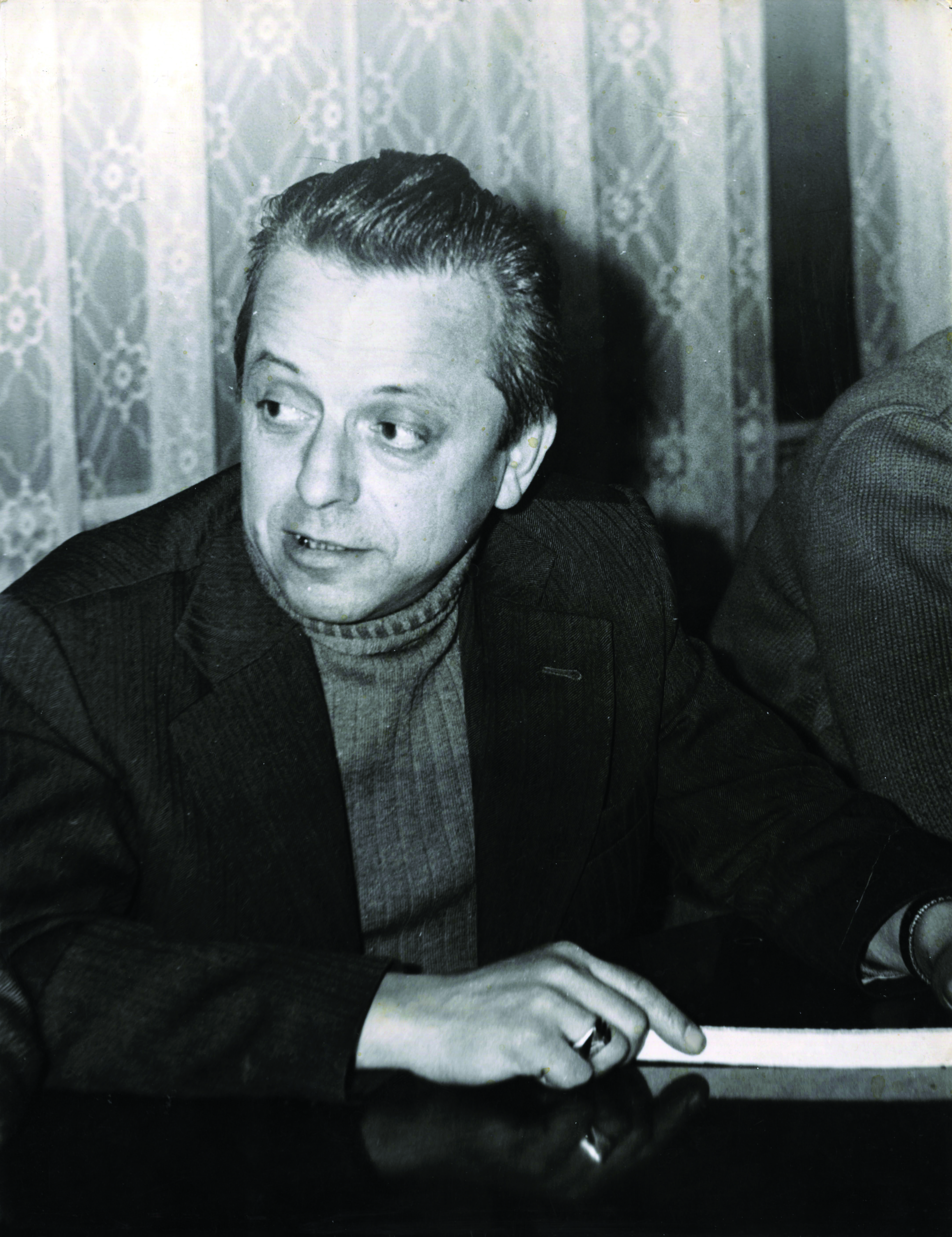

Constantin Balaci ( n. 23 mai 1935  Focșani, Vrancea, România - d. 1 mai 2021, Focșani - Vrancea) a fost scenarist, scenograf, cineast, regizor, om de radio și televiziune, publicist.

## Copilărie și studii==
✅ Constantin Balaci s-a născut în preajma unei zile binecuvântate de Dumnezeu (Sfinții Împărați Constantin și Elena), la 23 mai 1935, în Focșani, într-o familie de oameni modești și sfioși care în mare parte se ocupau cu grădinăritul. Tatăl, Ion, originar din Bătinești, județul Putna, și mama, Maria, de loc de pe podgoriile Nicoreștiului, județul Galați.
✅ Constantin Balaci a urmat cursurile școlii primare din str. Ștefan cel Mare, Focșani, școală cu predare în limba ebraică. Și-a continuat studiile la Colegiul „Unirea” din Focșani și a absolvit Școala militară de infanterie, azi Academia Militară  „Nicolae Bălcescu” din Sibiu (1956). După absolvire a fost trimis la Garnizoana din Cluj Napoca; iar după două săptămâni de zile a fost repartizat la unitatea militară din Caransebeș. A urmat cursurile de specializare și perfecționare la Studioul Cinematografic al Armatei „Armia-film” București. Doi ani mai târziu, în iunie 1958, a ieșit la cerere din armată cu gradul de căpitan. Fiind apoi între anii 1959 -1989 colaborator al televiziunii naționale.

## Carieră profesională==
✅ Constantin Balaci a devenit corespondentul Televiziunii Române în Vrancea. Era în 1959 și intrase deja în posesia primului aparat de filmat. Din această calitate, a trimis sute de reportaje din Vrancea, imagini care astăzi, probabil, se mai află doar în arhivele TVR. A fost corespondent timp de trei decenii, dar a avut și foarte mult timp la dispoziție în care a încercat să inspire pasiunea pentru tehnica video și altor tineri.
✅ Pe plan local, a înființat în  anul 1964 stația de radioficare a Întreprinderii de confecții din Focșani și a pus bazele primul cineclub focșănean  „Unirea” și primei mișcări de cineaști amatori din Vrancea către sfârșitul anilor ’60.
✅ Anul 1970 a însemnat promovarea sa ca instructor cultural la Consiliul județean al sindicatelor Vrancea și apoi ca director artistic al orchestrei profesioniste  „Doina Vrancei”. Sub conducerea sa, Ansamblul Folcloric „Doina Vrancei” a urcat pe cele mai mari scene din țară, având în componență instrumentiști, interpreți, dansatori și coregrafi de talie națională, precum Aurel Tontoroiu, Ion Ghițulescu, Anișoara Grosu, Nicolae Moței, Maria Costioaia, Maria Murgoci, Bică-Chirilă Bărbulescu sau Puiu Movilă.
✅ În anul 1973  a înființat și a condus cineclubul „Zboina film” al Casei de Cultură a Sindicatelor din Focșani, acesta fiind pentru iubitorii celei de-a șaptea arte, un centru de îndrumare și de creație de film, dar și un mijloc de agregare a tinerilor dornici să descopere tainele artei cinematografice.
✅ Considerat, pe bună dreptate, „părintele cinecluburilor”, Constantin Balaci a reușit să facă o adevărată carte de vizită a audio-vizualului vrâncean.
✅ Prin Studioul cinematografic „Zboina film”, Studioul pentru emisiuni audio locale din Focșani și Studioul de filme documentare au trecut de-a lungul timpului mari actori, regizori, scenariști, critici de film, ingineri de sunet, oameni de televiziune și radio ori artiști de muzică ușoară și populară, precum și diverși publiciști.
✅  Cu sprijinul Comitetului județean al sindicatelor Vrancea și al U.G.S.R., Constantin Balaci a organizat tabere naționale de creație și instruire cinematografică la Soveja (1977) și Focșani (1986).
✅  Implicarea unor nume de referință pentru cinematografia românească ca: Ion Popescu Gopo, Victor Antonescu, Geo Saizescu, Alecu Croitoru, George Cornea, Nicolae Cabel, Andrei Blaier, Nicolae Corjos, Virgil Calotescu, Cornel Diaconu, Radu Aneste Petrescu, Constantin Pivniceru, Aurel Mâșcă, Adalbert Szatmary, Călin Căliman, Manuela Cernat, Eva Sîrbu, numind doar câțiva dintre cei apropiați sufletește de cineamatorismul vrâncean, nu întârzie să-și arate roadele iar numeroasele premii interne și internaționale cucerite de „Zboina film” stau mărturie seriozității și dăruirii membrilor cineclubului focșânean.
✅ În anul 1981, Constantin Balaci a înființat un post de radio cu circuit închis „Radiovacanța" în stațiunea turistică Soveja, realizând (între anii 1981-1986) emisiuni informative și de divertisment pentru turiștii care anual își petreceau vacanțele în cea mai modernă bază de tratament din regiune.
✅ În paralel însă cu filmul și radioul, Constantin Balaci s-a făcut remarcat și ca regizor artistic, montând spectacole de estradă pe scena Casei de Cultură a Sindicatelor din Focșani, în sala de festivități a Colegiului „Unirea” Focșani, la Ateneul Popular „Mr. Gh. Pastia” din Focșani, la Teatrul Municipal „Mr. Gh. Pastia” din Focșani și în stațiunile turistice de pe Valea Prahovei.
✅ Nu în ultimul rând, ne amintim cu toții că, fiind un real deschizător de drumuri în comunicare, este cel care a înființat la Focșani primul radio privat din România post-decembristă: Radio „Tineret” Focșani.
✅ În februarie 1990, Constantin Balaci începe amenajarea unui studio de radio însă din cauza lipsei legislației reușește abia în 1992, împreună cu mai mulți membri fondatori, să înființeze societatea Radio „Tineret” Focșani SA (22.07.1992). La 26 noiembrie 1992, obține de la Ministerul Telecomunicațiilor frecvența 68.36 MHz în bandă Est, astfel încât începe emisia la data de 21 februarie 1993. Constantin Balaci a fost vizionarul, antreprenorul și fondatorul primului radio independent din România post-decembristă, cu capital exclusiv autohton, și a fost garantul respectării exprimării pluraliste de idei și opinii.

## Festivaluri==
✅  Parcursul creațiilor cinematografice, de la „Zboina film” la festivalurile- concurs din țară și din străinătate: Toamna la Voroneț (Gura Humorului, 1973/1983/2006); Gala filmului de amatori (Focșani, 1973/1976/1979); Brno Super 8(Cehoslovacia, 1977/1978); Omul și producția (Hunedoara, 1977/1981/1985); Ecran 5 (Reșița, 1977/1978); Cine Gala filmului de amatori (Adjud, 1978); Pelicula Cristal (Botoșani, 1978); Festivalul filmului de ficțiune (Lupeni, 1978); Gala filmului de amatori (București, 1979); Ecran Mureșan (Târgu Mureș, 1979/1983); Cine-Gala filmului de amatori (Mărășești, 1980); Soaf Jugoslavije (Iugoslavia, 1982); Secunda 13 (Galați, 1982); Secvența Timișeană (1986); Milcov-veritas (Focșani, 1986); Danubius (Galați, 1978); Festivalul Contemporania (Târgoviște, 1981/1987); Festivalul de film cu tematică religioasă (Curtea de Argeș, 1999); Festivalul Internațional de Film „Orizont Moldav” (Chișinău, 2007); Festivalul „Ama-Film”(Oțelul Roșu, 1970/2010); Festivalul filmului de animație pentru amatori” (Bacău); Ancora de aur (Galați); Festivalul filmului la sate (Bivolari- Iași); Toamna Hușeană (Huși).

## Filmografie==
✅  Din bogata și reprezentativa sa filmografie, la care a lucrat ca regizor, menționăm doar câteva filme de scurt metraj: „Sincron” (1972), „Cronica vrânceană” (1973), „Vis împlinit” (1973), „Ceramica de Irești & broderiile din Nereju” (1974), „Jurământ” (1976), „Omagiu pentru cei care...” (1976), „Nimic nu s-a schimbat” (1976), „Pentru un zâmbet” (1977), „Acel cumplit 4 Martie” (1977), „Tatăl meu, director de-o noapte” (1978), „24 ianuarie“ (1979), „Nepoata și cele 420 de fuse” (1979), „Arborele din Chiricari” (1981), „Rădăcini” (1981), „Trăim cu muntele (1981), „Martor ocular” (1981), „Odată cu răsăritul soarelui” (1982), „Bună dimineața, Soveja!” (1983), „Escapada” (1985), „Acorduri” (1985), „68 ani Mărășești (1985), „Instantanee în alb și negru” (1986), „Incredibil dar adevărat”, „Contraste”, „Acțiunea I”, „Toamna gospodarilor” (1986), „La ora datoriei”, „Primăvara gospodarilor”, „Totul pentru viață”, „Incomplet”, „Corigenți pe verticală”, „Valori nevalorificate”, „Dincolo de poarta amintirilor” (1987), „Marea dragoste” (1988), „La șosea” (1988), „Mărășești”(1988), „Dacă n-ar fi Eminescu, viața nu ne-ar fi nimic” (1989), „Calitatea despre... calitate” (1989). Ultimul film al regizorului Constantin Balaci a fost „Foc Nestins” (1989).

## Premii==
✅ Pentru dedicarea sa și contribuția adusă filmului, a fost premiat la numeroase festivaluri de gen, atât din țară cât și din străinătate:
- Diplomă pentru imaginea filmului „Cronica vrânceană”, Gala filmelor de amatori Focșani (1973)
- Diplomă pentru realizarea artistică a filmului „Vis împlinit”, Gala filmelor de amatori Focșani (1973)
- Diplomă pentru coloana sonoră a filmului „Obsesie” la Gala filmelor de amatori, Focșani (1976)
- Diplomă pentru scenariu-imagine-regie „Jurămînt” la Gala filmelor de amatori, Focșani (1976)
- Premiul special la Festivalul de film pentru amatori „Ecran 5”, Reșița (1977)
- Diplomă la Festivalul Internațional „Brno Super 8”, Cehoslovacia (1977)
- Premiul  „Teatrului de Stat din Reșița”  la Festivalul de film pentru amatori „Ecran 5”, Reșița (1978)
- Diplomă la Festivalul Internațional „Brno Super 8”, Cehoslovacia (1978)
- Premiul special la Festivalul „Ecran Mureșan”, Tîrgu Mureș (1979)
- Premiul special la Festivalul  „Pelicula de Cristal”, Botoșani (1979)
- Diplomă la Festivalul Internațional de film „SOAF Jugoslavije” , Iugoslavia (1982)
- Premiul special pentru scenariu-regie „Rădăcini”, Festivalul „Toamna la Voroneț”, Gura Humorului (1983)
- Diplomă la Festivalul de film „Contemporania”, Tîrgoviște (1987)
- Diploma de Onoare „Grigore Manu” pentru merite deosebite în ridicarea prestigiului companiei de Navigație Fluvială Română, cu scutmetrajul „Spirit pe 16 mm”, Galați (1990)
- Diplomā la Festivalul Internațional de Film, Diaporamă și Fotografie „Toamna la Voroneț”, Gura Humorului (2006)
- Diplomă de Onoare la Festivalul Internațional de Film „Orizont Modav”, Chișinău (2007)
- Premiul Cineclubului Oțelul Roșu pentru scenariu-regia filmului „Foc Nestins” (2010)
- Premiul special „Ama-film Oțelul Roșu” , preocuparea pentru salvarea și promovarea filmelor de amatori ( 2010)